# 松下常慶
松下 常慶（まつした じょうけい、永禄元年（1558年） - 寛永元年7月13日（1624年8月26日））は、戦国時代、遠江国浜松にて活動した武将・修験者。

## 概要
兄松下清景と共に徳川家康に仕えた。『徳川実紀』では「二諦坊」の主と述べられているが、これは、あくまでも後世の伝聞で、実際は家康に近侍した奥勤めであり、身辺警護を任された家康直近の武将である。名は安綱（やすつな）。徳川家康が遠州に進攻する前に、飯尾連龍なきあとの曳馬（浜松）城の開城工作に活躍するなど諜報活動に従事した（『井伊家伝記』）という伝承もあるが、松下家系譜によれば三河岡崎城にて、徳川家康に初めて御目見、遠州浜松城部屋住みより始めて、小姓に取り立てられ、勘定頭と奥勤を兼ねた。若い頃は修験者として三河・遠江・駿河の白山先達職を任じられた者として記録されている。三河・遠江に徳川氏の支配が確立するまでは、秋葉山の御師に変装して三河・遠江・駿河など各地を巡歴し、情報を徳川家康や井伊氏に報告した。井伊（松下）直政（虎松）の、徳川家康への初お目見にも活躍したとみられる。松下連昌の四男、母は松下長尹の娘。妻は落合蔵人の娘。子に重綱、仙誉、昌俊、貞綱（養子）、房利、氏秀、梶勝成（本多忠勝家臣）の妻、小島良庵の妻、大塩五郎兵衛の妻らがいる。
天正18年（1590年）、家康が関東に入国した後、武蔵国都筑郡・多摩郡・常陸国鹿島郡の三郡で740石を与えられた。寛永元年（1624年）、67歳で死去（ただし、没年・没歳には疑問が残る。なぜなら、67歳没とするのならば、徳川家康の遠州入場前夜、家康の命で曳馬城の調略を行った時はわずか10歳に過ぎない）。法名は松林院殿仙壽笑安大居士。墓所は高野山聖無動院。直系の子孫は、治安維持の役職を踏襲し、火付け盗賊改め方や駿府町奉行を務めた者もいる。静岡市内にはかつて常慶町という町名があった。駿府城の東門は常慶門とも呼ばれる。子孫は現在に至る。

## 史料

### 『東照宮御実紀附録巻十九』の記録
『東照宮御実紀附録巻十九』には「本氏は松下にて蔵主安綱と称し。はじめ浜松の二諦坊の住職にてありしが。天性賦税の事に精しければ。駿府租税の事を司り。御廚の事をも沙汰し。年久しくつかへたる老人にて。今も松下といへる御家人は此坊が後胤なり。」と記されている。

### 『井伊家伝記』の記録
『井伊家伝記』によれば「秋葉山の札抔」をくばり「物見」をしたと記されている。

## 秋葉修験
『井伊家伝記』には秋葉権現を祀る秋葉修験と記され浜松市中央区三組町の秋葉神社（近世の名称は秋葉不動堂）を勧請したとあるが、吉田俊英は二諦坊を秋葉修験と断定する史料はないと指摘し、また河村忠伸は秋葉不動堂の勧請は叶坊であり、叶坊と二諦坊の事蹟が混同されて記録された可能性を指摘している。

## 登場する作品
- おんな城主 直虎（2017年、NHK大河ドラマ、演：和田正人）